# Groupe d'armées
Un groupe d'armées est une unité militaire regroupant plusieurs armées placées généralement sous le commandement d'un général d'armée ou d'un maréchal.
Des groupes d’armées ont été constitués au cours de la Première Guerre mondiale puis de la Seconde Guerre mondiale, notamment dans l'Armée française, l'Armée allemande, dans l'armée impériale japonaise ou les forces alliées à l'ouest.
L’équivalent russe, soviétique ou polonais est le front.

## Liste des groupes d'armées

### Première Guerre mondiale

#### Groupes d'armées français en 1914-1918
Le groupe d’armées n’existe pas dans l'armée en temps de paix. Il est cependant organisé par le décret du 28 octobre 1913 portant règlement sur la conduite des grandes unités : le groupe d’armées est un « ensemble d’armées dont les opérations sont liées entre elles par les plans du Général en Chef ». Le commandement du Groupe d'armées revient à un officier général issu du « Conseil Supérieur de la Guerre ».
Un premier groupe d’armées, le groupe d’armées Nord, est créé le 4 octobre 1914 sous le commandement du Général Foch. Cinq autres groupes d’armées seront mis sur pied au cours de la Grande Guerre dont deux sous commandement allié :
- Groupe d'armées du Nord (G.A.N.)
- Groupe d'armées du Centre (G.A.C.)
- Groupe d'armées de l'Est (G.A.E.)
- Ordre de bataille du groupe d'armées de réserve avant la bataille du Chemin des Dames au 15 avril 1917 (G.A.R.)
- Groupe d'armées des Flandres (sous commandement belge)
- British Expeditionnary Forces (sous commandement anglais)

#### Armée russe
Dans l'Armée impériale russe, la grande unité équivalente est le front qui regroupe plusieurs armées :
- Front du Sud-Ouest
- Front roumain russo-roumain (Ferdinand Ier de Roumanie)

#### Groupes d'armées des empires centraux
Sur le front de l'Ouest, entre août 1916 et février 1917, les grandes unités allemandes sont organisées en :
- Groupe d'armées Rupprecht de Bavière (Rupprecht de Bavière)
- Groupe d'armées prince héritier allemand (Kronprinz Guillaume de Prusse)
- Groupe d'armées duc Albert (Albert de Wurtemberg)

Au début de 1918, les groupes d'armées du prince Rupprecht et du Kronprinz Guillaume sont regroupés dans le groupe d'armées von Gallwitz.
Sur le front de l'Est et celui des Balkans, plusieurs commandements de groupes d'armées se succèdent :
- Groupe d'armées Paul von Hindenburg
- Groupe d'armées von Mackensen
- Groupe d'armées Léopold de Bavière
- Groupe d'armées von Linsingen
- Groupe d'armées von Eichhorn
- Groupe d'armées von Woyrsch
- Groupe d'armées von Böhm-Ermolli (austro-hongrois)
- Groupe d'armées Charles d'Autriche puis Joseph-Auguste de Habsbourg-Lorraine (austro-hongrois)
- Groupe d'armées germano-bulgare

Au Proche-Orient, un groupe d'armées ottoman est actif en 1917-1918 :
- Groupe d'armées Yildirim (en)

### Seconde Guerre mondiale

#### Groupes d'armées français en 1939-1940
Trois groupes d'armées sont créés en septembre 1939 sur le théâtre d’opération « Nord-Est » (général Georges) le long de la frontière avec l'Allemagne, le Luxembourg et la Belgique, de la mer du Nord au Jura. Un quatrième est constitué sur ce même théâtre d’opérations en mai 1940 :
- le groupe d'armées n° 1 (GA1), général Billotte puis général Blanchard ;
- le groupe d'armées n° 2 (GA2), général Prételat puis général Condé ;
- le groupe d’armées n° 3 (GA3), général Besson ;
- le groupe d'armées n° 4 (GA4), général Huntzinger, PC à Arcis/Aube, avec les 4e et 2e armées .

#### Groupes d'armées alliés
- 1er groupe d'armées des États-Unis
- 6e groupe d'armées des États-Unis
- 12e groupe d'armées (États-Unis)
- 15e groupe d'armées
- 21e groupe d'armées (Royaume-Uni)

### Guerre froide

#### Groupes d'armées chinois
Le nombre de groupes d'armées de l'armée de terre de l'Armée populaire de libération est passé de 70 en 1949 à 13 mi-2017, ces derniers immatriculés de 71 à 83.

#### Groupes d'armées de l'OTAN
- Northern Army Group (NORTHAG)
- Central Army Group (CENTAG)